# Perigrapha pallida
Perigrapha pallida là một loài bướm đêm trong họ Noctuidae.